# Chicago Bears
Chicago Bears är ett professionellt amerikansk fotbollslag i Chicago i Illinois i USA som spelar i National Football League (NFL) som medlemmar i National Football Conference North Division. Laget spelar sina hemmamatcher på Soldier Field som har en publikkapacitet på 61 500 åskådare.
Bears har vunnit nio NFL-mästerskap, inklusive en Super Bowl, och har NFL-rekordet för flest personer i Pro Football Hall of Fame, samt flest pensionerade tröjnummer. Bears har också näst flest segrar i hela NFL:s historia, efter Green Bay Packers.

## Historia

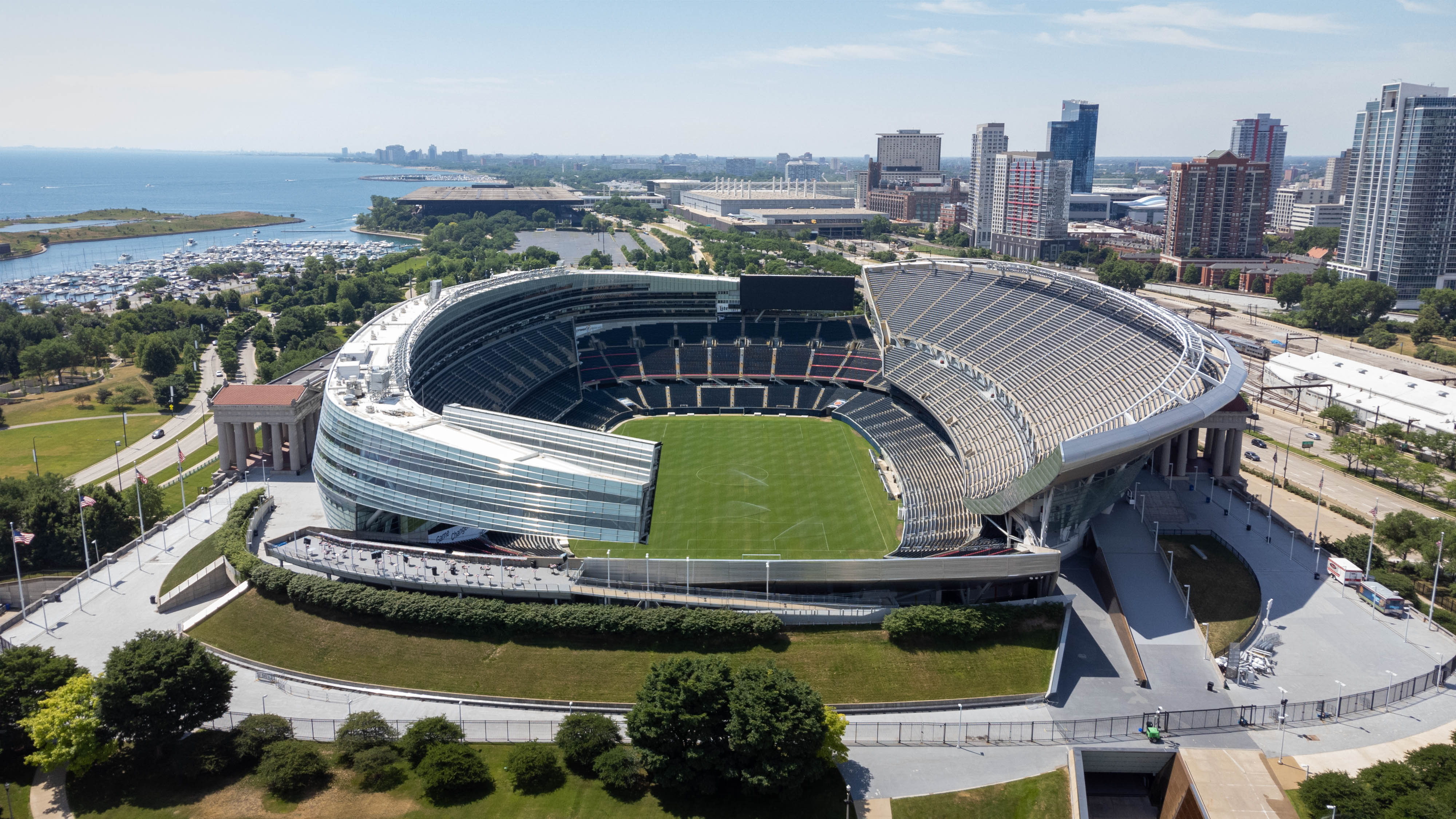
Soldier Field – Klubbens hemmaarena sedan 1971.

Laget grundades i Decatur i Illinois den 17 september 1920 under namnet Decatur Staleys efter huvudsponsorn, ett företag som tillverkade stärkelse. Klubben flyttade till Chicago 1921 och bytte då namn till Chicago Staleys. Ytterligare ett år senare antogs det nuvarande namnet Chicago Bears. Klubben är en av endast två återstående från när NFL grundades 1920, tillsammans med Arizona Cardinals, som ursprungligen också var från Chicago.
Laget spelade sina hemmamatcher på Wrigley Field till och med 1970 års säsong, men spelar numera på Soldier Field i ett område av Chicago som kallas Near South Side, intill Michigansjön.

## Tävlingsdräkt
- Hemma: Marinblå tröja med orange dekor, vita byxor
- Borta: Vit tröja, vita byxor
- Hjälm: Marinblå med orange C

## Mästerskapsvinster
9 (1921, 1932, 1933, 1940, 1941, 1943, 1946, 1963, 1985)

### Super Bowl
- Nummer XX 1985 med vinst mot New England Patriots
- Nummer XLI 2006 med förlust mot Indianapolis Colts

## Rivaler
Chicago Bears har en långvarig rivalitet med Green Bay Packers.